# NieA 7
NieA_7 (ニアアンダーセブン, Nia Andā Sebun), también conocida como Niea Under 7, es una serie de anime ambientada en Japón en el año 2020. Trata sobre una parte de la vida de la joven Chigasaki Mayuko y de una niña alienígena llamada NieA. Mayuko es una pobre e introvertida estudiante que vive sobre una casa de baños japonesa, teniendo como compañera de piso a la niña, de la cual no se sabe de sus padres ni de su origen, pero sí que pertenece a una casta inferior de su especie (llamada bajo 7, o under seven en inglés). 
Está basada en un dōjinshi creado por Yoshitoshi ABe y publicado por Kadokawa Shoten. Gran parte del equipo NieA_7 está formado por personas que habían trabajado en el anime Serial Experiments Lain, por lo que mucha gente supone que se optó por hacer esta refrescante y alegre serie como consecuencia de que la otra era oscura e intensa psicológicamente. Esta idea se ve reforzada por el personaje de Chiaki, un fanático de los ovnis, que comparte el nombre con Chiaki J. Konaka, el guionista de Serial Experiments Lain. 

## Argumento
La serie relata una parte de la vida de Miyuko y NieA, mientras comparten como lugar de residencia el piso superior del baño Enohana, en un pueblo típico de Japón. A lo largo de la historia se presentan a los amigos y personas que interactúan con ambas protagonistas, en el mismo período en que Mayu está estudiando para ir a la universidad y debe tomar varios trabajos para costear sus alimentos y gastos.
Empieza como comedia y luego deviene también en drama (una especie de slice of life), tocando temas actuales y de gran debate, como: alienación, discriminación, estereotipos, pobreza, hambre, vida en la ciudad versus vida en el campo, y convivencia entre amigos. Se puede encontrar en la misma bastante crítica social, pero también se exponen los defectos, los vicios, el interés económico y la falta de virtudes de ciertas personas; todo esto mediante el recurso de palabras en doble sentido, situaciones de la vida cotidiana, y hasta bromas. Al final, presenta un tono optimista general.
Aparte de que NieA construye naves voladoras, y de las diferencias físicas de los extraterrestres (casi todos tienen antena y orejas puntiagudas), todo lo demás es bastante realista y hasta costumbrista, con muy pocos recursos de lo fantástico o imaginario.

## Guía de capítulos
- 1. Una base extraterrestre en el baño público.
- 2. Un baño venido del espacio.
- 3. Los habitantes extraterrestres de la zona del baño.
- 4. La extraterrestre y la camarera novata.
- 5. El baño de Enohana; ¿Un lugar de encuentro?
- 6. El baño de Enohana ya tiene competencia.
- 7. Fiesta de estudiantes en un día nublado.
- 8. Un fin de verano melancólico.
- 9. Una bella amistad bajo un cielo despejado.
- 10. Música nocturna junto a la luz de las luciérnagas.
- 11. El baño Enohana, hogar de NieA_7 (Parte 1).
- 12. El baño Enohana, hogar de NieA_7 (Parte 2).
- 13. El transcurso del tiempo en el baño Enohana.

## Música
- Tema inicial:

"Koko Made Oide" (ここまでおいで ¡Sube aquí!)" de SION (salvo el primer episodio que no tiene opening).
- Tema de créditos:

"Venus to Chiisana Kamisama" (ヴィーナスと小さな神様 Venus y el pequeño Dios) de Maria Yamamoto y Seikou Kikuchi (salvo el último episodio que no tiene ending).

## Personajes
- Mayuko Chigasaki
Seiyū: Ayako Kawasumi,(España: Carmen Calvell)

Es la protagonista principal, una joven estudiante muy pobre que vive en el cuarto de arriba de los baños públicos Enohana, donde comparte habitación con la niña extraterrestre NieA. Su familia vive en el campo.
- NieA
Seiyū: Yuko Miyamura, (España: Ariadna Jiménez)

Es una niña extraterrestre que vive con Mayuko y duerme en el armario de su cuarto (sobre los baños públicos Enohana). Es muy juguetona, comilona y crea muchos líos. Suele ser discriminada por no tener una antena en la cabeza como otros de su especie. Pertenece a una casta inferior, la "bajo 7" (under seven), de los extraterrestres. No se sabe por qué ni cómo llegó su gente a la Tierra.
- Kotomi Hiyama
Seiyū: Rumi Ochiai,(España: Ana Marín)

Es la encargada de los baños públicos Enohana. Trabaja allí desde que se graduó de la universidad, es una mujer de carácter fuerte.
- Nenji Yoshioka
Seiyū: Takayuki Sugō ,(España: Joaquín Gómez)

Es un empleado de los baños, de carácter tranquilo y optimista. Guarda ciertos sentimientos hacia la señora Kotomi.
- Chie Karita
Seiyū: Mari Ogasawara,(España: Julia Chalmeta)

Es una niña que trabaja en el restaurant Karuchi de su padre, junto con Mayuko. Tiene un carácter fuerte,y a menudo critica a su padre o hasta le da órdenes; pero, también lo cuida y le demuestra mucho amor. Ella y su papá son clientes del baño Enohana. Le gusta jugar a los videojuegos.
- Genzo Someya
Seiyū: Akira Okamori,(España: Tomi Mora)

Es un amigo de la infancia de Mayuko.
- Chada
Seiyū: Allan Schintu,(España: Vicente Gil)

- Momo Enoshima
Seiyū: Chieko Ichikawa

- Chiaki Komatsu
Seiyū: Fumiko Orikasa,(España: Marta Estrada)

Fanática de los ovnis y de los misterios del universo. Es una compañera de Mayu que también se prepara para ir a la universidad. Una de las más atractivas de la serie.
- Shuhei Karita
Seiyū: Hozumi Goda

- Geronimo Hongo
Seiyū: Susumu Chiba

- Karna
Seiyū: Tomoko Kawakami

- Amo
Seiyū de España: Tasio Alonso